# Ural-377S
Der Ural-377S (russisch Урал-377С) ist ein sowjetischer Lastwagen aus der Fertigung des Uralski Awtomobilny Sawods. Die schwere dreiachsige Sattelzugmaschine ist eine Variante des Ural-377 und wurde ab 1965 in Serie produziert. Im Gegensatz zum weit verbreiteten Ural-375 hat das Fahrzeug keinen Allradantrieb, dafür eine höhere Nutzlast. Während der knapp 20 Jahre dauernden Produktionszeit wurden nur etwa 2300 Exemplare des Lkw gebaut, zirka 30 Stück fanden den Weg zu den Streitkräften der DDR. 1983 wurde die Fertigung eingestellt und fortan nur noch Sattelzugmaschinen mit Allradantrieb hergestellt.

## Fahrzeuggeschichte

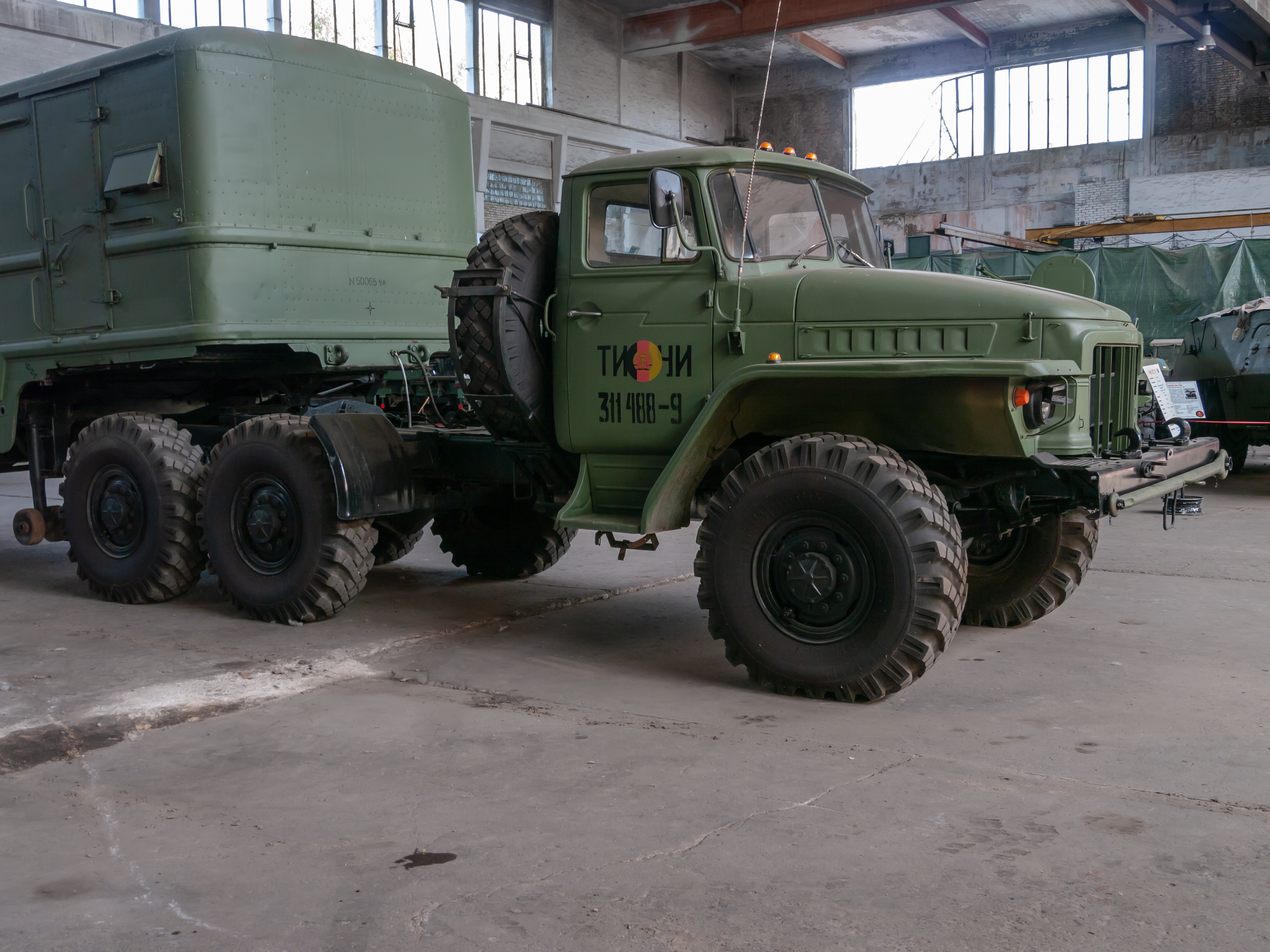
Dieselbe Zugmaschine im Detail (2018)

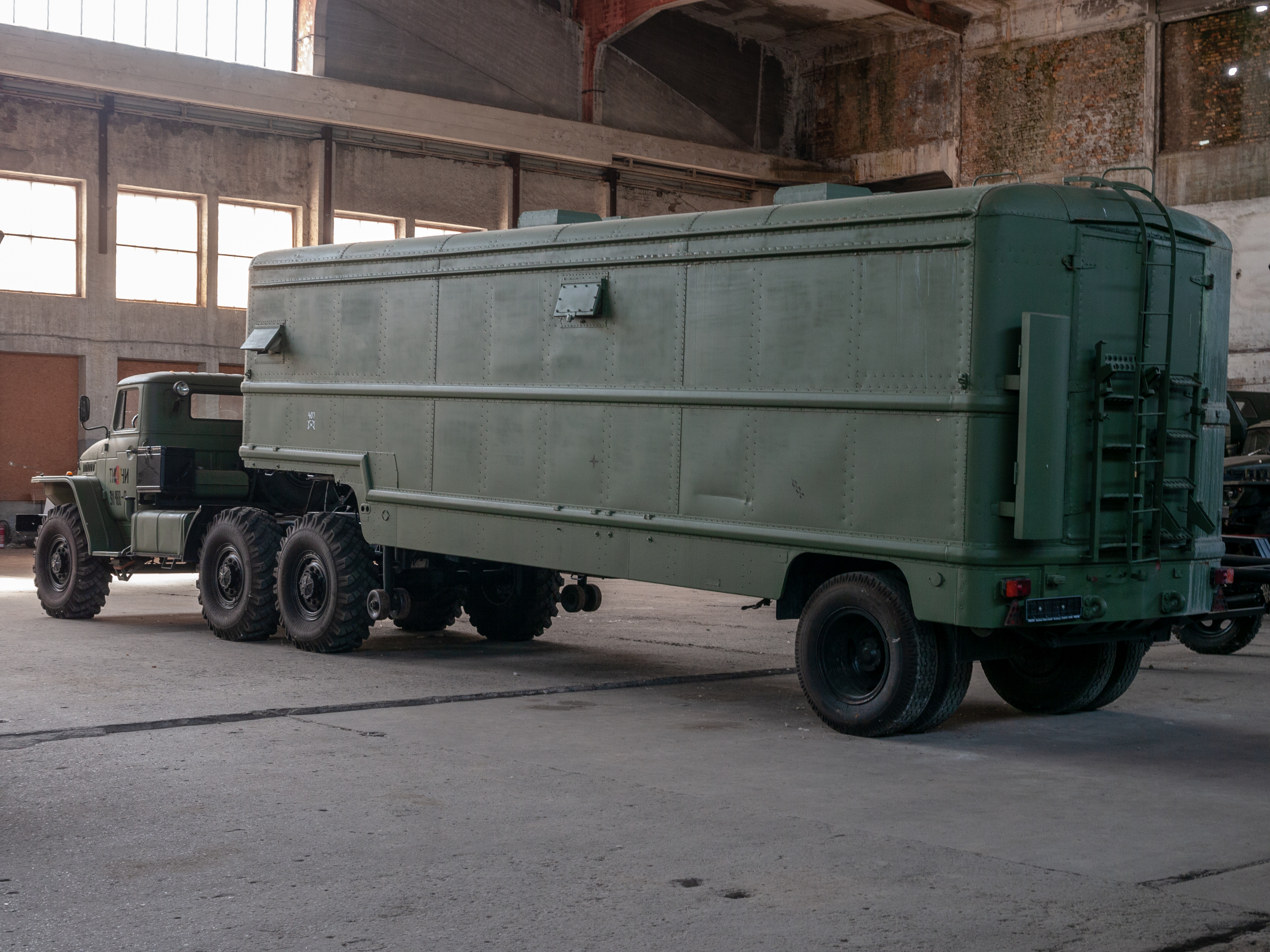
Heckansicht des Sattelzugs (2018)

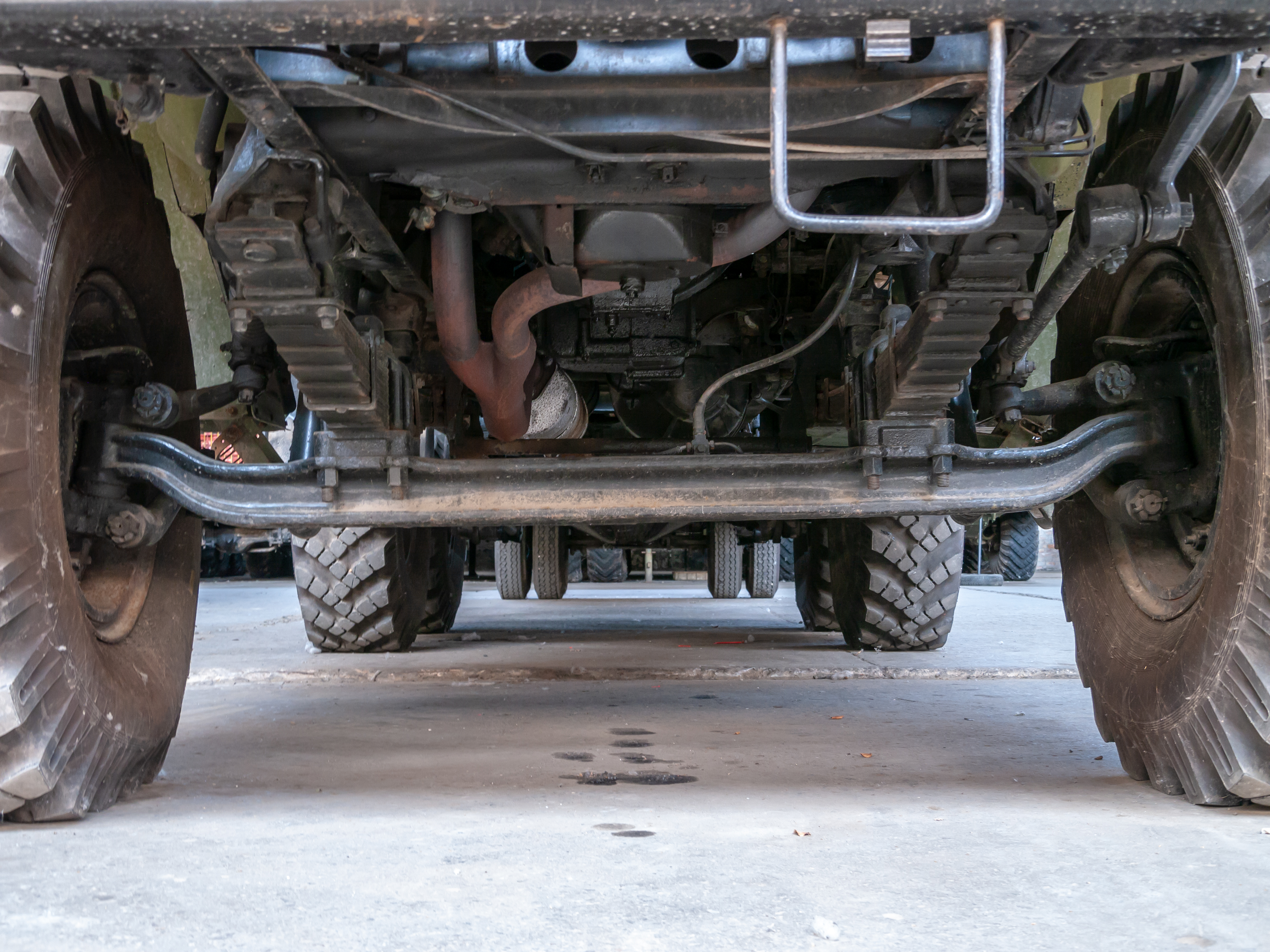
Blick unter das Fahrzeug von vorne. Gut zu erkennen: Die nicht angetriebene Vorderachse (2018)

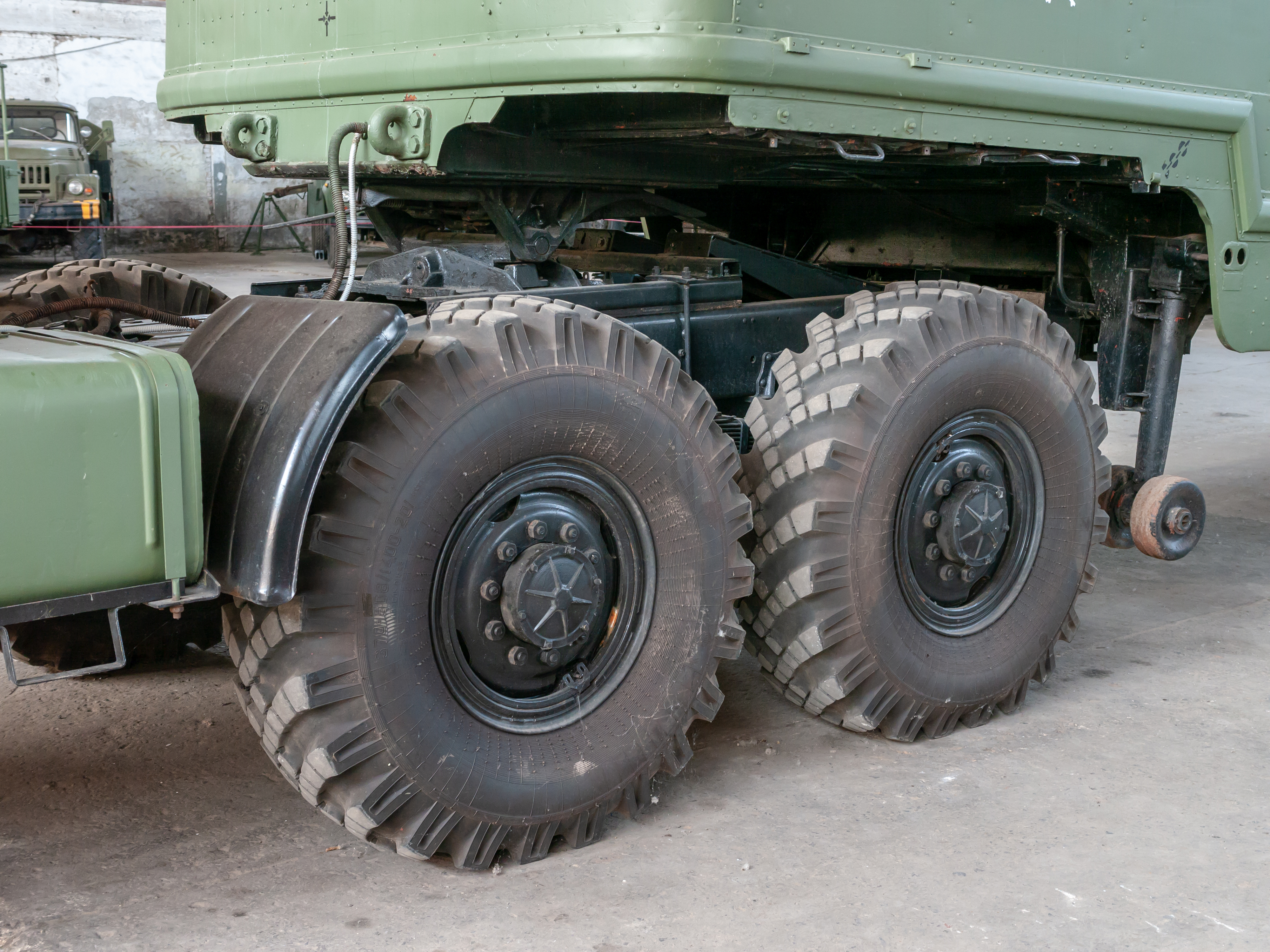
Die beiden angetriebenen Hinterachsen, darüber die Sattelkupplung (2018)

Bereits während der Entwicklung des Ural-375 in der zweiten Hälfte der 1950er-Jahre wurden auch Prototypen ohne Allradantrieb gefertigt, die die Bezeichnung NAMI-022 erhielten. Die Serienproduktion dieser Fahrzeuge begann unter der Bezeichnung Ural-377 im Jahr 1965. In diesem Zuge entstanden auch Sattelzugmaschinen, die die Typenbezeichnung Ural-377S erhielten. Mit der Arbeit an diesen Prototypen wurde im Uralski Awtomobilny Sawod 1962 begonnen. Für die ersten Fahrzeuge wurde noch die Kabine des ursprünglichen Ural-375 ohne festes Dach und mit Stoffverdeck verwendet.
Die ersten 50 Serienfahrzeuge vom Typ Ural-377S wurden noch 1965 gebaut, ohne die sonst obligatorische Zustimmung der zuständigen sowjetischen Behörden. Sie erhielten bereits die Ganzmetallkabine des Ural-375D. Wesentliche Unterschiede zum Ural-375S (und damit der Sattelzugmaschine auf Basis des Ural-375) waren der fehlende Allradantrieb und die fehlende Reifendruckregelanlage. Nur die beiden Hinterachsen sind angetrieben. Gegenüber der Allradversion wurden am Fahrzeugrahmen konstruktive Änderungen vorgenommen, womit die Sattellast von etwa 5 auf 7,5 Tonnen gesteigert wurde. Auf diese Weise konnten die gezogenen Sattelauflieger bis zu 18,5 Tonnen wiegen, 6 Tonnen mehr als bei der Version mit Allradantrieb.
Im Laufe der Produktionszeit wurden verschiedene Prototypen gefertigt, die sich vom Grundmodell nur geringfügig unterschieden und nicht in Serie gingen. Darunter war der Ural-377MS, der andere Reifen bekam und eine höhere Nutzlast aufwies. Ähnliche Änderungen gab es an dem Modell Ural-377SN, das jedoch ab 1975 parallel zur Grundversion gebaut und 1982 in Ural-377SNM umbenannt wurde. Die Serienfertigung des Ural-377S und seiner Varianten wurde 1983 nach lediglich 2300 Exemplaren eingestellt. Nachfolger wurde der schon ab 1980 parallel gefertigte Ural-4420 mit wirtschaftlicherem Dieselmotor.
Der Ural-377S kam auch zur Nationalen Volksarmee und damit in die Deutsche Demokratische Republik. Er wurde in geringem Umfang dort eingesetzt, wo Sattelauflieger lediglich im leichten Gelände bewegt werden mussten. Bei Übernahme der NVA-Bestände durch die Bundeswehr im Jahr 1990 waren noch 29 Exemplare vorhanden.

## Technische Daten
Für die Serienfahrzeuge des Ural-377S ab 1965.
- Motor: Viertakt-V8-Ottomotor, wassergekühlt
- Motortyp: ZIL-375, baugleich dem im Ural-375
- Leistung: 180 PS (132 kW) bei 3200 min−1
- Drehmoment: 466 Nm bei 1800 min−1
- Hubraum: 6962 cm³
- Bohrung: 108,0 mm
- Hub: 95,0 mm
- Verdichtung: 6,5:1
- Zündfolge: 1-5-4-2-6-3-7-8
- Tankinhalt: 300 l
- Treibstoff: Ottokraftstoff, mindestens 76 Oktan
- Verbrauch: 58 l/100 km (Normverbrauch)
- Kupplung: Zweischeiben-Trockenkupplung
- Getriebe: mechanisches Fünfganggetriebe mit Rückwärtsgang
- Höchstgeschwindigkeit: 60 km/h, auch 65 km/h angegeben
- Bordspannung: 12 V
- Antriebsformel: 6×4

Abmessungen und Gewichte
- Länge: 6950 mm
- Breite: 2500 mm
- Höhe: 2620 mm
- Radstand: 3500 + 1400 mm
- Spurweite vorne: 2000 mm
- Spurweite hinten: 2000 mm
- Leergewicht: 6830 kg
- Zuladung: 7500 kg (Sattellast)
- zulässiges Gesamtgewicht: 14.560 kg
- Achslast vorne: 3650 kg
- Achslast hinten (Doppelachse): 10.910 kg
- zulässiges Gesamtgewicht des Aufliegers: 18.500 kg
- zulässiges Gesamtgewicht des Lastzugs: 25.530 kg
- Bodenfreiheit: 320 mm
- Wendekreis: 22 m
- Reifengröße: 14,00–20″